# 2-Oléylglycérol
Le 2-oléylglycérol (2-OG) est un monoglycéride constitué d'un résidu d'acide oléique combiné à un résidu de glycérol par une liaison ester en position 2. Il est présent dans les cellules des êtres vivants, où il est produit à partir de diglycérides. La monoacylglycérol lipase (MAGL) peut le cliver en acide oléique et glycérol.
On a montré en 2011 que le 2-oléylglycérol est un ligand endogène du GPR119. Par ailleurs, le 2-OG provoque l'augmentation du niveau d'incrétines (GLP-1 et GIP) lorsqu'on l'administre dans l'intestin grêle.